# 노로

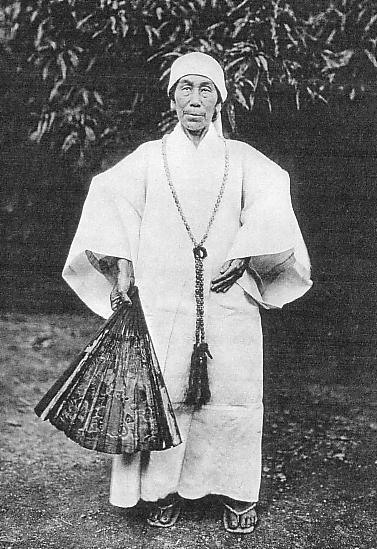

노로(ノロ)는 류큐신토의 여사제, 신관이다. 한자로 축녀(祝女)라고 쓴다.
지역별 성소인 우타키에서의 제사를 주관한다. 류큐왕국의 제정일치적 종교지배의 수단으로서, 류큐왕조는 류큐 고래의 신앙을 개혁하여 왕국 각지에 노로를 배치했다.
노로는 왕조로부터 관직을 받는 어용 성직자였고, 민간의 무녀인 유타 와는 성격이 다르다.